# Zamarada mimesis
Zamarada mimesis är en fjärilsart som beskrevs av Fletcher 1974. Zamarada mimesis ingår i släktet Zamarada och familjen mätare. Inga underarter finns listade i Catalogue of Life.